# Tigrane Polat
Tigrane Polat (ou Polad), né le 23 mars 1874 à Alexandrie et mort le 17 février 1950 à Charpont, est un peintre, graveur et illustrateur franco-égyptien d'origine arménienne.

## Biographie
De père arménien et filleul de Nubar Pacha, Tigrane Polat nait à Alexandrie où il est élève des Jésuites. Il arrive en France peu avant 1900 pour étudier le droit et s'installe à Vanves. Contre l'avis de son père, Tigrane entre alors à l'Académie Julian sur les conseils d'Edgar Chahine et reçoit l'enseignement de Jean-Paul Laurens et de Benjamin-Constant, puis se marie à une jeune polonaise prénommée Justine. Le couple s'établit à Charpont en 1910 et y élève leur fille Geneviève, dite « Wanda ». En 1926, il rejoint le Cercle artistique arménien fondé par Chahine.
Graveur réputé pour son trait d'une grande finesse, il illustre près d'une vingtaine d'ouvrages de bibliophilie, grâce à des collectionneurs comme Henri Vever et la Société de Saint-Eloy.

## Sélection d'ouvrages illustrés

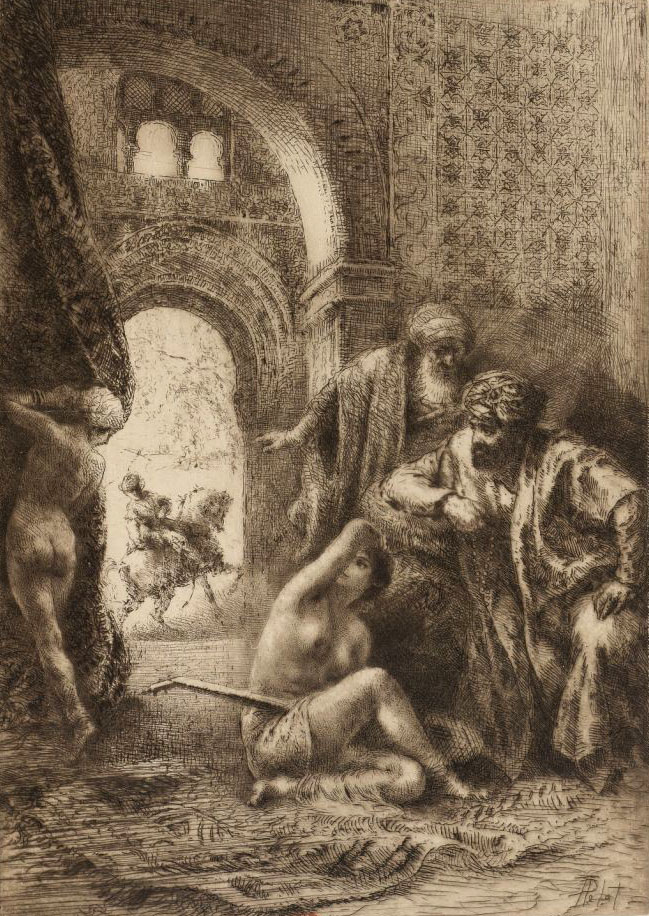
Le Lion, gravure pour illustrer les Fables de La Fontaine.

- 1908 : Le Puits de Sainte Claire d'Anatole France
- 1925 : Passage de Verlaine de Paul Valéry
- 1927 : La Semaine sainte à Séville de J. J. Tharaud, éd. Lapina
- 1928 : Les Géorgiques de Virgile
- 1929 : Fables de Jean de La Fontaine
- 1930 : Nymphes dansant avec des satyres de René Boylesve, éd. Devambez
- 1935-37 : Petites villes de France, d’Émile Sedeyn, tome I et II, Paris, Société de Saint-Eloy : avec Charles Hallo, Dauchez, Brouet, Gobo, Albert Decaris, Pierre Gusman, Paul Adrien Bouroux, Eugène-Louis Véder, Henry Cheffer, Jean Frélaut, Maurice Victor Achener, Louis Willaume, Cottet,
- 1948 Le Chemin de Croix (Ed. Le Vésinet - Victor Dancette Paris)

## Fonds
- Musée arménien de France